# Riva Calzoni
Riva Calzoni è stata un'azienda italiana produttrice di grandi macchine idrauliche: principalmente turbine e pompe per centrali idroelettriche, con una propria sezione di ricerca e sviluppo.

## Storia
Le prime attività della Riva, come stabilimento per la "fabbricazione e vendita di macchinario a vapore e centrificazione e altro qualunque", risalgono al 29 settembre 1861, con sede al n.3711 della Strada di Corso Vettabbia (presso Via Molino delle Armi), a Milano.
Nel 1876 la ragione sociale diventa Porro & C. di Colombo & Galimberti. Da questa, nel 1884 deriva l'Accomandita E. Galimberti & C., alla quale partecipa come accomandatario l'Ing. Alberto Riva, e viene costruito in Via Savona 58, a Milano, lo "Stabilimento meccanico con fonderia". Questa sede sarà quella definitiva.
Nel 1887 L'ingegnere Ugo Monneret de Villard (nonno dell'omonimo archeologo Ugo Monneret de Villard) viene nominato cogerente e segue lo sviluppo della produzione delle turbine, quindi nel 1894 la società diventa la "Ing. A. Riva, Monneret & C.".
Nel 1899 l'azienda produce le sette turbine da 1.6 MW per la Centrale Bertini di Paderno d'Adda: allora una della centrali più potenti in Europa e quella con la linea elettrica di trasporto più lunga. Nel 1961 l'impianto era ancora in regolare funzionamento con tutte le turbine originali. Sempre nel 1899 la Riva-Monneret vince un concorso per il primo impianto che utilizza l'energia delle cascate del Niagara (Centrale della Cataract Power Co. Ltd. di Hamilton, Ontario, Canada), dove installa due turbine Francis per 4.4 MW complessivi sfruttando un salto di 78 m, con una portata complessiva di 7.7 m³/s.
Nel 1911, dietro suggerimento dell'ing. Guido Ucelli, la Riva inizia lo sviluppo di pompe oltre alle turbine, completando così la produzione di grandi macchine idrauliche per impianti idroelettrici.
Altre importanti realizzazioni sono le turbine Pelton per la Centrale di Cimego (1953) per complessivi 220 MW, sfruttando una caduta di 727 m, e le turbine Kaplan per l'impianto di Isola Serafini.
Nel 1915 l'Ing Guido Ucelli diventa Consigliere Delegato della società.
Nel corso degli anni vengono sviluppate nuove soluzioni che danno luogo a brevetti, quali il deviatore del getto (Riva-Ratti, 1908), l'introduttore rettilineo (Riva-Battistin, 1947) e il riflettore idraulico (Riva-Santi, 1960).

### Fine XX e inizio XXI secolo
Dopo la fusione con la Calzoni di Bologna, la Riva Calzoni viene smembrata. La parte Riva (turbine idrauliche) viene acquisita dalla Voith Siemens tedesca che ne cancella il nome.
La parte impiantistica, paratoie, valvole condotte, nel 1995 viene acquisita da Camuna Idroelettrica Spa per la maggioranza, ATB Caldereria Spa e parte della famiglia Calzoni. 
La nuova società si chiama Riva Calzoni Impianti Spa con sede a Bologna di cui il Presidente è Aldo Franceschetti (Camuna Idroelettrica Spa) e Amministratore Delegato l'Ing. Carlo Lami.
Nel 2003 la società viene fusa con ATB (Acciaieria e Tubificio Brescia), storica azienda metalmeccanica di Brescia, dando origine all'attuale ATB Riva Calzoni S.p.A., società operante nei settori energetici del petrolchimico, idroelettrico, eolico e nucleare, di proprietà della finanziaria bresciana FINTRO GROUP. Dopo l'acquisizione da parte del Gruppo Trombini il presidente di ATB Riva Calzoni è Sergio Trombini, che detiene l'intera quota del pacchetto azionario.
ATB Riva Calzoni oltre alla sede di Roncadelle (BS) ha un sito produttivo a Porto Marghera (VE), uno in Malesia e uno in Colombia.

## Archivio storico
Parte dell'archivio storico è conservato presso la Fondazione ISEC di Sesto San Giovanni.